# Tóhoku
Tóhoku (japonsky: 東北地方; Tóhoku-čihó) je označení pro oblast ležící na největším japonském ostrově Honšú. Tóhoku v japonštině znamená „severovýchod“ a vystihuje tak přesně polohu regionu v severovýchodní části ostrova. Oblast je také nazývána Mičinoku (みちのく).
Region se skládá z šesti prefektur: Akita, Aomori, Fukušima, Iwate, Mijagi a Jamagata.
Oblast byla posledním útočištěm národů Ainu a Emiši na ostrově Honšú a byla svědkem mnoha bitev mezi Ainuy či Emiši a Japonci. Ještě dnes má Tóhoku pověst odlehlé, malebné oblasti s nádhernou přírodou a drsným podnebím. Významný básník poezie haiku Macuo Bašó napsal své nejslavnější dílo Oku no Hosomiči (Úzká stezka do vnitrozemí) během svých cest po Tóhoku. Ve 20. století se hlavním průmyslovým odvětvím ve zdejší oblasti stal cestovní ruch.

## Historie

### Starověké a klasické období
V dávných dobách byla tato oblast známá jako Azuma (吾妻, あづま). Odpovídala území ostrova Honšú, jež obývaly domorodí Emiši a Ainuové. Po ovládnutí zdejšího území říší Jamato zde vznikly provincie Dewa a Mucu či Mičinoku, což je termín zaznamenaný poprvé v Kronice provincie Hitači (常陸国風土記, Hitači-no-kuni Fudoki) z roku 654. 
K prvnímu historickému osidlování oblasti Tóhoku docházelo mezi 7. a 9. stoletím, dlouho poté, co se ve středním a jihozápadním Japonsku pevně prosadily japonská civilizace a kultura. Tóhoku, dlouho poslední bašta domorodého lidu Emiši na ostrově Honšú a dějiště řady bitev v období Sengoku, si v různých historických dobách udržovalo určitou míru nezávislosti na hlavním městě Kjótu.
Roku 1095 se v Hiraizumi usadil mocný rod Severních Fudžiwarů, zvaný také Fudžiwarové z Óšú (奥州藤原氏, Óšú Fudžiwaraši), jehož hlavou byl Kijohira Fudžiwara (1056─1128). Tito Fudžiwarové, kteří nebyli v žádném příbuzenském vztahu s kjótskými Fudžiwary, vládli v 11. a 12. století oblasti Tóhoku jako své vlastní říši. Kijohira Fudžiwara doufal, že z Hiraizumi vybuduje město, které bude jako kulturní centrum konkurovat hlavnímu městu Heian-kjó (dnes Kjóto). Zlatý věk města trval skoro 100 let. Počátkem října 1189 město v rámci taktiky spálené země zapálil poslední vůdce Severních Fudžiwarů Jasuhira Fudžiwara. Severní Fudžiwarové si svoji nezávislost vůči císařskému dvoru v Heian-kjó udržovali až do zmiňovaného roku 1189, kdy je v bitvě o Óšú porazil Joritomo Minamoto, pozdější zakladatel a první šógun Kamakurského šógunátu, v čele obrovské armády čítající 284 000 jezdců.

### Feudální období
Na přelomu 16. a 17. století ovládl skoro celé Tóhoku mocný daimjó z rodu Date, Masamune Date ze Sendai. Ačkoli zpočátku musel čelit  útokům nepřátelských klanů, dokázal je překonat a ovládnout jedno z největších knížectví  pozdějšího šógunátu Tokugawa. Je známo, že podporoval cizí obchodníky v obchodování s Japonskem. 
Daimjó Date projevoval rovněž sympatie ke křesťanským misionářům a obchodníkům. Podporoval dokonce vyslance, který měl navázat vztahy s papežem v Římě, ačkoli v tomto případě byly jeho motivací spíš obchodní snahy. Avšak když šógun Iejasu Tokugawa vydal v roce 1614 Edikt o vykázání křesťanů, Masamune Date svůj postoj, ač nerad, změnil a nechal Tokugawu, aby i v jeho panství křesťany pronásledoval.  

### Současnost
Přestože se od 60. let 20. století začal rozvíjet průmysl zpracovávající železo, ocel, cement, chemikálie, buničinu a ropu, je Tóhoku tradičně považováno za méně rozvinutou oblast a obilnici Japonska, protože zásobuje rýží a dalšími zemědělskými produkty trhy ve městech Sendai, Tokio a Jokohama. Pěstuje se zde kolem 20 procent japonské produkce rýže, a to navzdory tomu, že podnebí je zde chladnější než v ostatních částech Honšú a umožňuje jen jednu sklizeň rýžových polí ročně.
Pro Tóhoku jsou charakteristické na japonské poměry nízká hustota zalidnění, domácnosti s vyšším počtem členů a vyšší počet domácností se členy staršími 65 let. Tato demografická situace je odrazem nedostatku ekonomických příležitostí vzhledem k velké závislosti na zemědělství. Mezi lety 1995 a 2000 poklesl počet obyvatel v jednotlivých prefekturách Tóhoku o 0,3 až 2 %. Výjimkou je prefektura Mijagi, kde došlo k nárůstu o 1,6 %.
Ničivé zemětřesení o síle 8,9 stupně Richterovy škály a následné až 38 metrů vysoké tsunami způsobily v pátek 11. března 2011 obrovské škody podél východního pobřeží Tóhoku. Tato nejnákladnější přírodní katastrofa všech dob připravila o život 19 759 lidí a 500 000 jich zanechala bez domova. Zavinila rovněž havárii elektrárny Fukušima I, jež byla nejhorší jadernou havárií od Černobylu v dubnu 1986.

## Geografie
Tóhoku, stejně jako většina Japonska, je kopocovitá nebo hornatá oblast, jíž dominuje pohoří Óu, které probíhá severojižním směrem. Vzhledem k tomu, že většina nížin se nachází ve vnitrozemí a na pobřeží je minimum míst vhodných ke stavbě přístavů, je většina populace koncentrována právě ve vnitrozemí a je také více závislá na silniční a železniční dopravě než zbytek Japonska. Průsmyky v centrálním pohoří Óu však umožňují celkem snadné spojení mezi nížinami na obou stranách horského masivu.

## Turismus
Turismus se stal nejdůležitějším průmyslem regionu. Nejvýznamnějšími turistickými magnety jsou města Morioka, Hiraizumi, Hirosaki a Kakunodate, ostrovy v zátoce Macušima, jezera Tazawa a Towada, údolí řeky Oirase, národní parky Rikučú a Bandai-Asahi, pobřeží Sanriku, oblast Aizu, hora Bandai a tři posvátné vrcholy Dewa Sanzan.

## Galerie

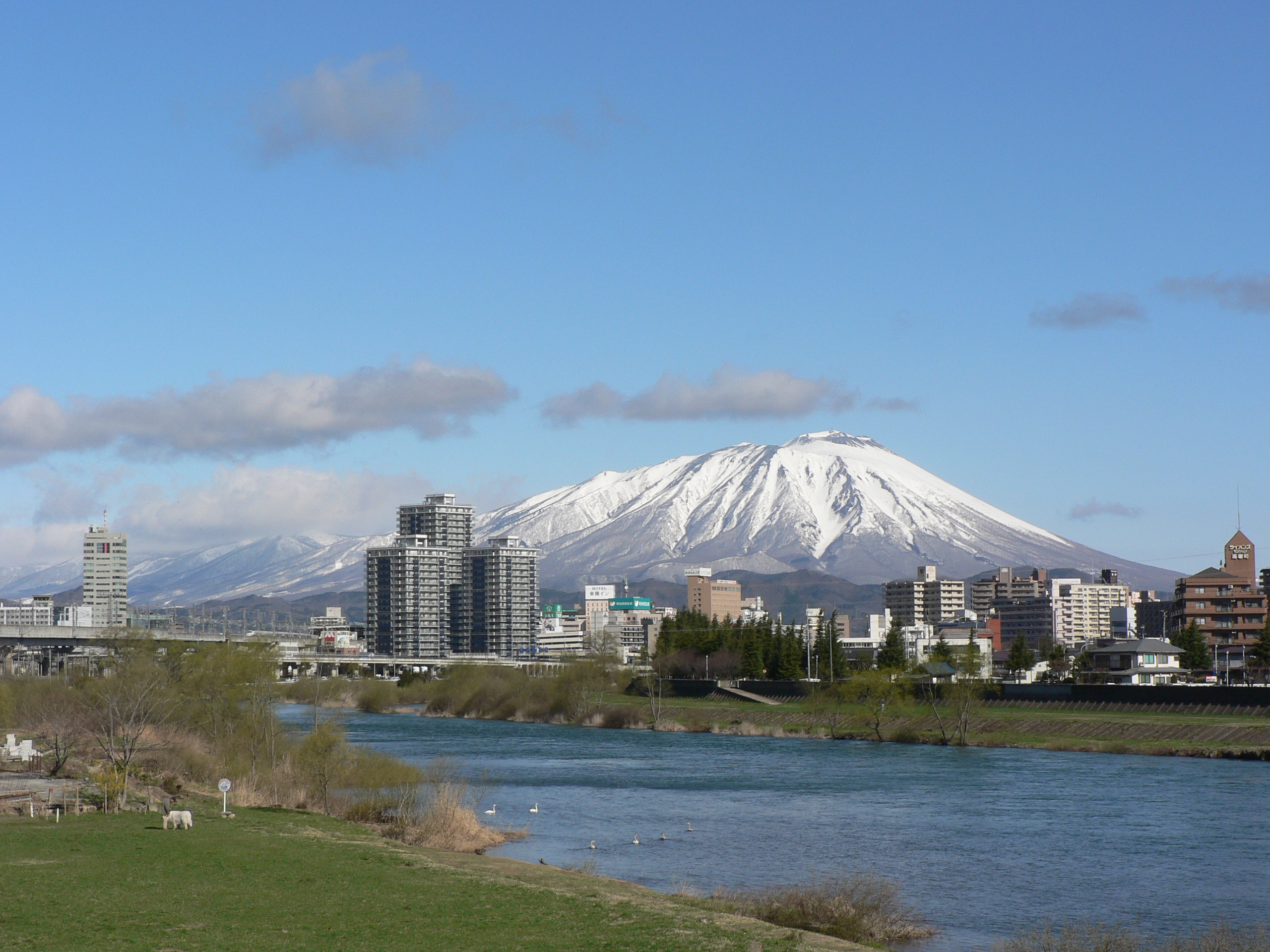
Sopka Iwate čnící nad městem Morioka
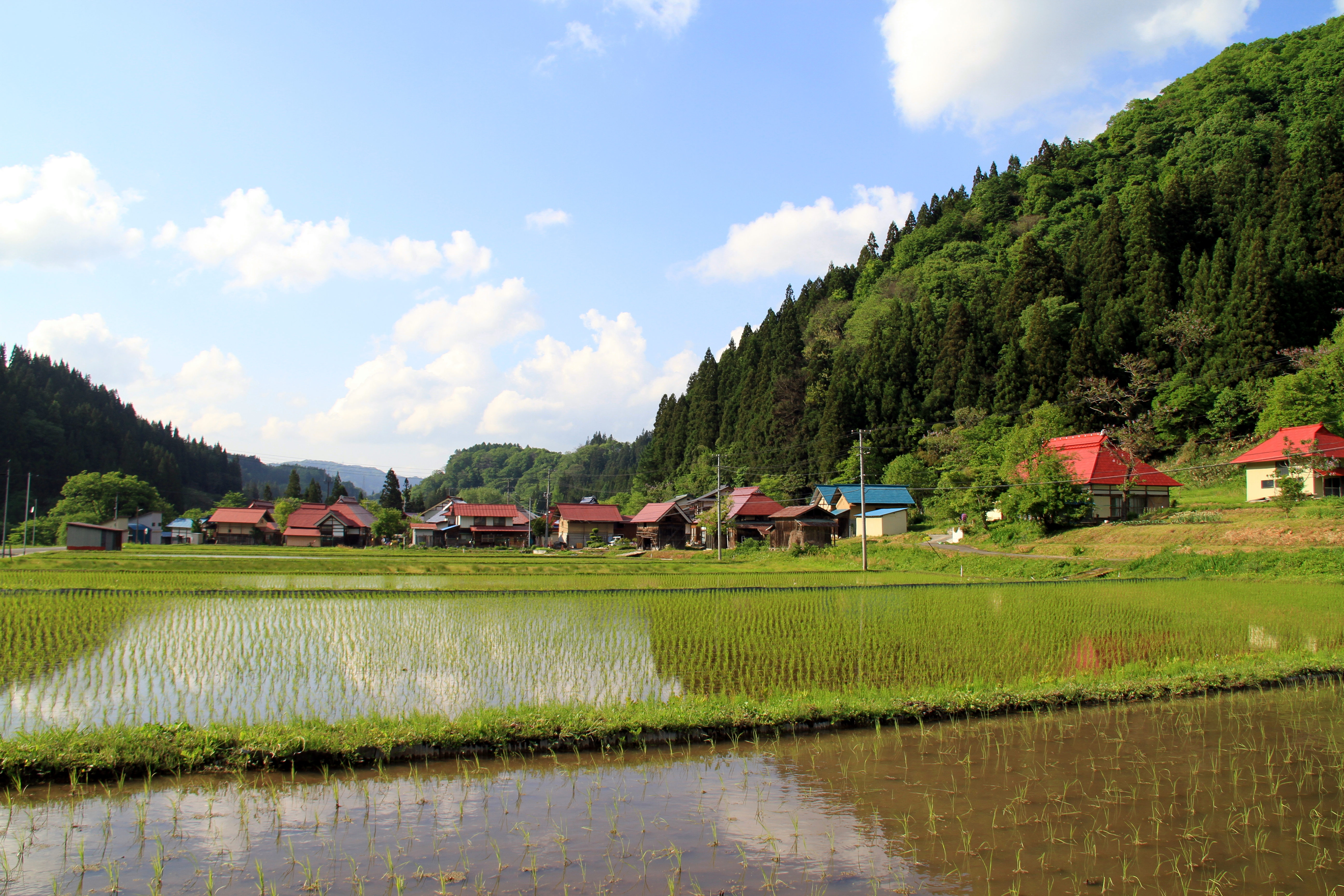
Rýžová pole v regionu Aizu počátkem léta
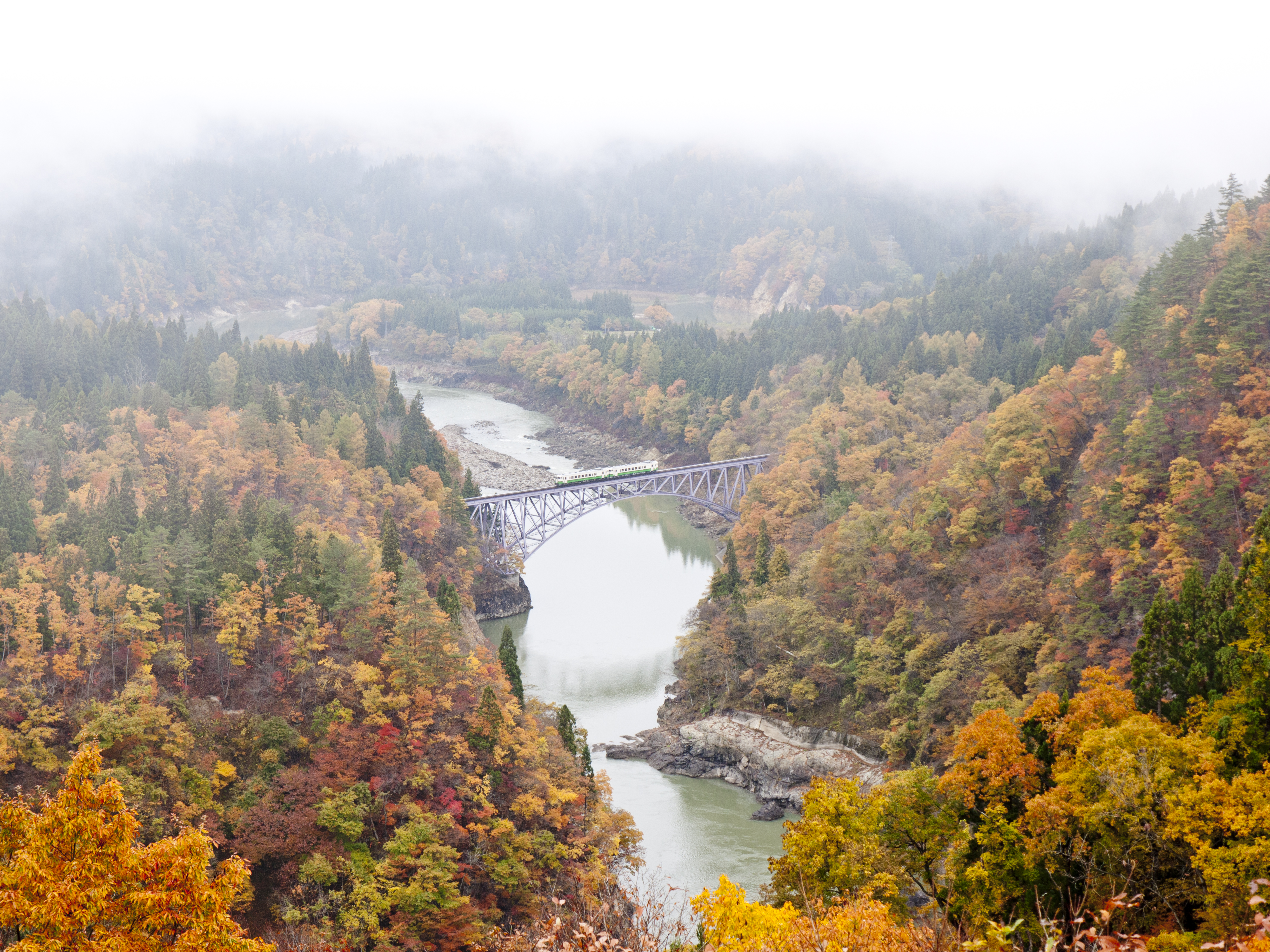
Řeka Tadami se stejnojmennou železniční tratí na podzim
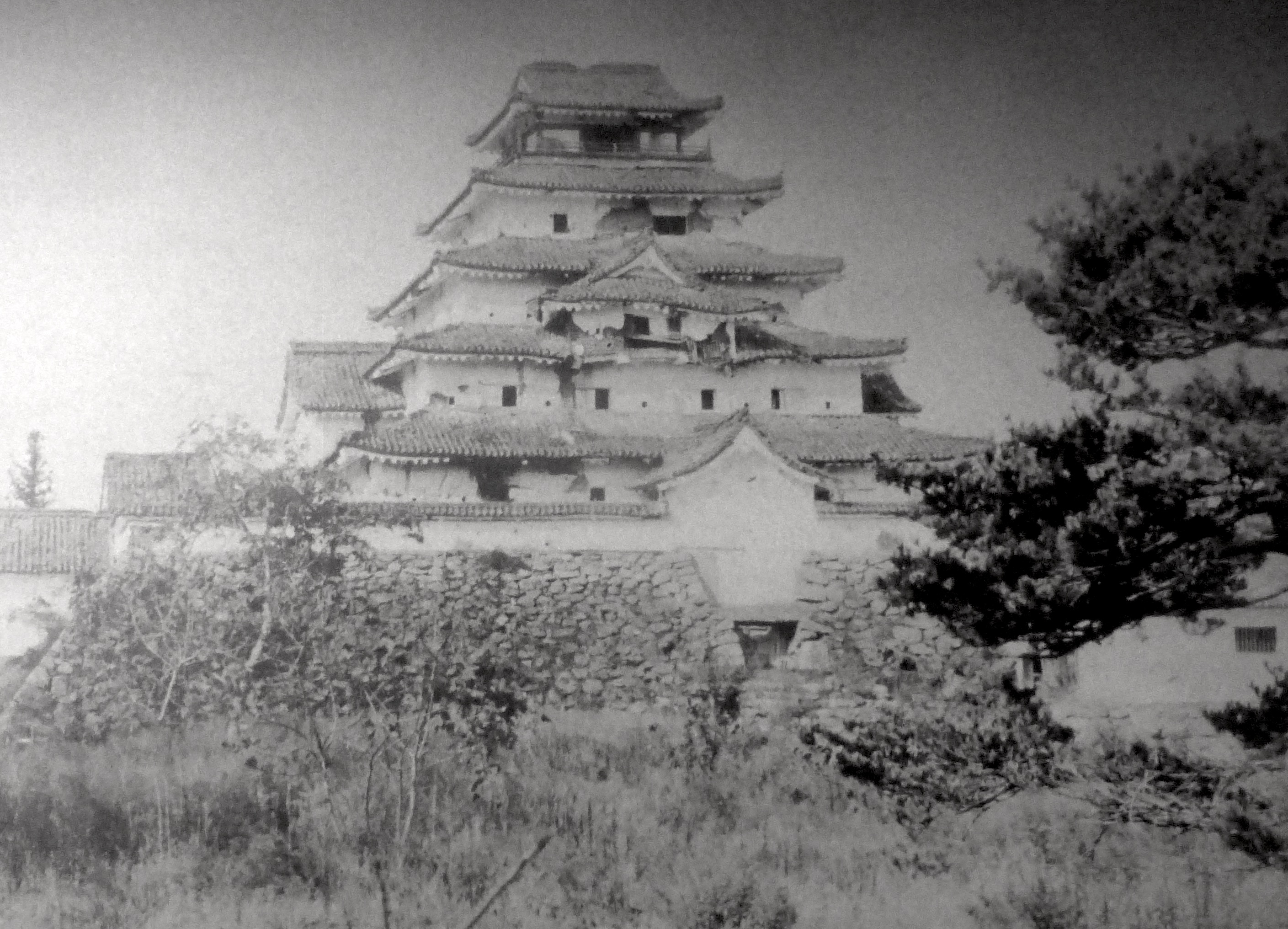
Hrad Aizuwakamacu na fotografii z roku 1868
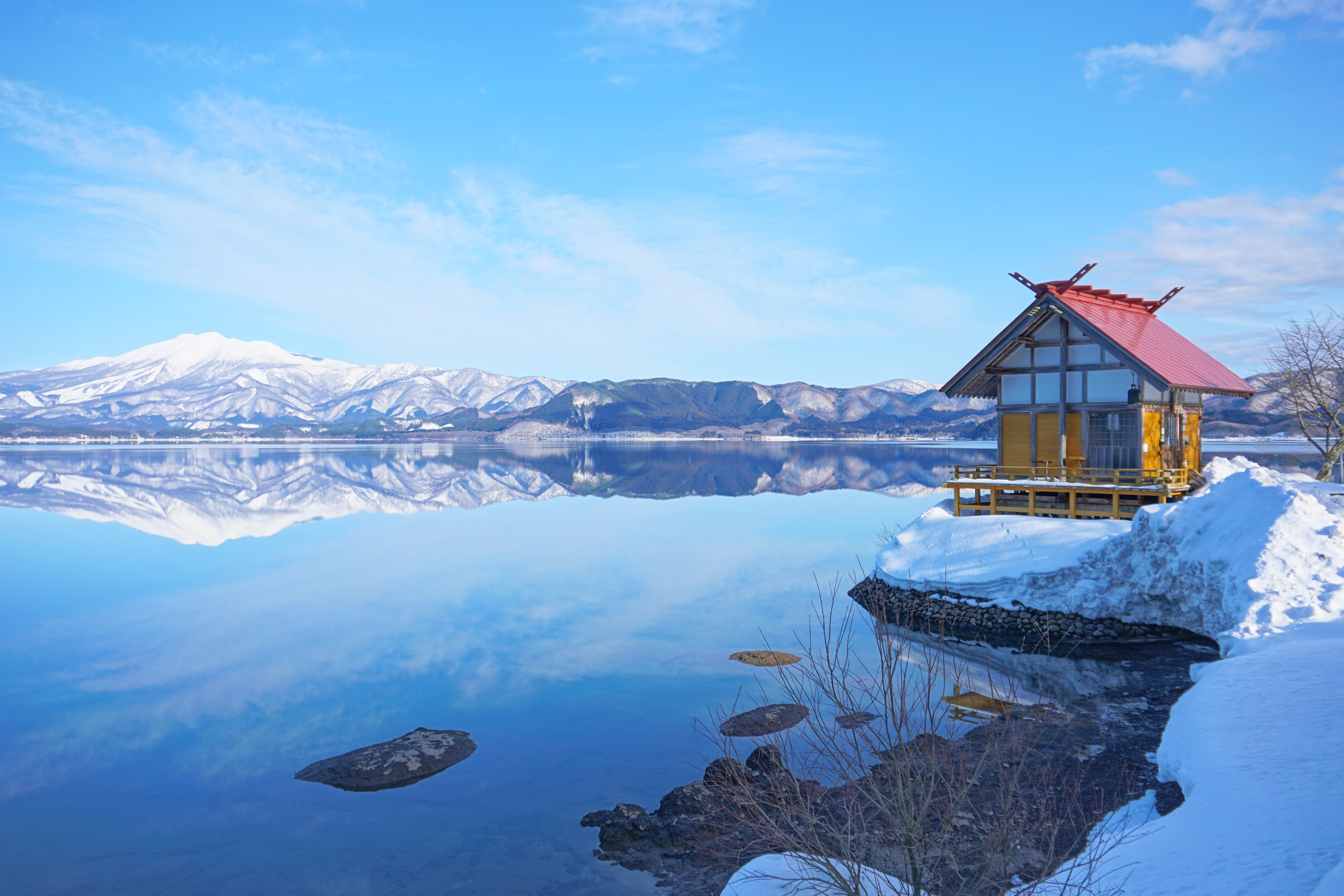
Jezero Tazawa a svatyně Kansa
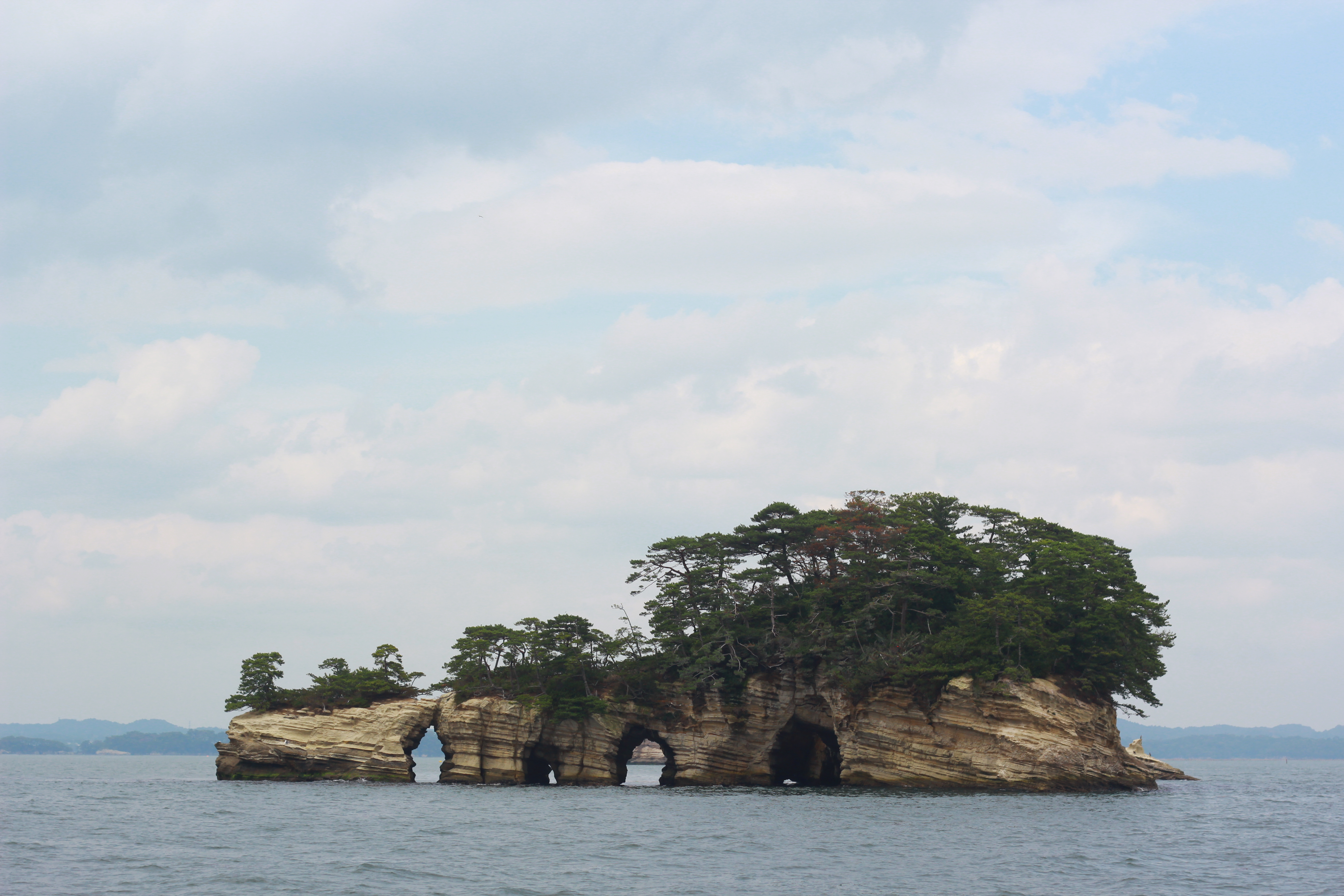
Ostrov Kanedžima v zátoce Macušima
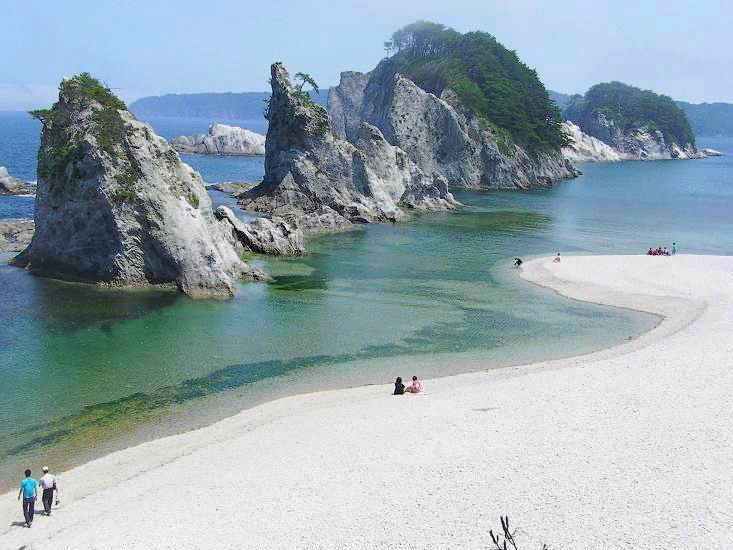
Národní park Sanriku Fukkó
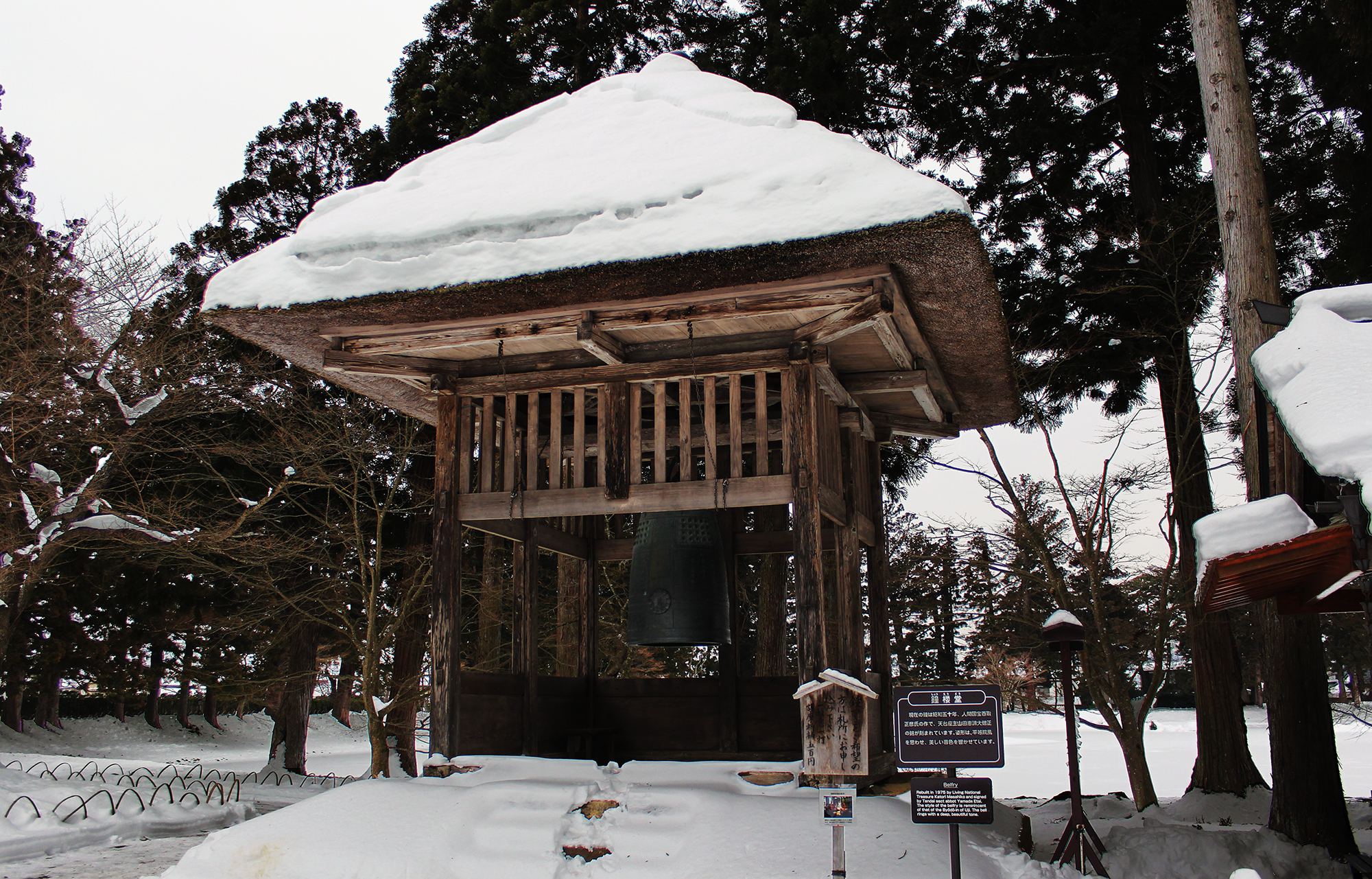
Zvonice v chrámu Mocudži